# Комсомољско језеро
Комсомољско језеро (рус. Комсомольское озеро; блр. Камсамольскае возера) вештачко је језеро на северозападу града Минска у Белорусији настало преграђивањем корита реке Свислач. Испуњено је водом 1941. године и представља иннтегрални део Вилејско-минског хидросистема. Саграђено је са циљем да би се спречиле поплаве у Минску које су биле готово редовна појава сваког пролећа након топљења снега. Занимљиво је да је дно језера површине 35 хектара ископано ручно.
Укупна површина језера је 0,42 км², максимална дужина је до 1,5 километара, а ширина до 400 метара. Просечна дубина језера је 1,9 метара, максимална до 4,5 метара.
Корито језера је очишћено и продубљено по први пут 1974. године, а ново детаљно чишћење и реконструкција обала уследила је 2010. године. Обале су обложене мермерним плочама, а уз језеро је подигнут Парк Победе. На језеру се налази велики водоскок.